# Miribel-les-Échelles
Miribel-les-Échelles és un municipi francès situat al departament de la Isèra i a la regió d'Alvèrnia-Roine-Alps. L'any 2007 tenia 1.738 habitants.

## Demografia

### Població
El 2007 la població de fet de Miribel-les-Échelles era de 1.738 persones. Hi havia 658 famílies de les quals 152 eren unipersonals (88 homes vivint sols i 64 dones vivint soles), 215 parelles sense fills, 247 parelles amb fills i 44 famílies monoparentals amb fills.
La població ha evolucionat segons el següent gràfic:
Habitants censats

### Habitatges
El 2007 hi havia 833 habitatges, 663 eren l'habitatge principal de la família, 107 eren segones residències i 63 estaven desocupats. 751 eren cases i 80 eren apartaments. Dels 663 habitatges principals, 544 estaven ocupats pels seus propietaris, 103 estaven llogats i ocupats pels llogaters i 17 estaven cedits a títol gratuït; 3 tenien una cambra, 27 en tenien dues, 77 en tenien tres, 159 en tenien quatre i 397 en tenien cinc o més. 547 habitatges disposaven pel capbaix d'una plaça de pàrquing. A 251 habitatges hi havia un automòbil i a 367 n'hi havia dos o més.

### Piràmide de població
La piràmide de població per edats i sexe el 2009 era:
| Homes | Edats   | Dones |
| ----- | ------- | ----- |
| 0     | 95 o +  | 0     |
| 0     | 90 a 94 | 0     |
| 4     | 85 a 89 | 24    |
| 4     | 80 a 84 | 16    |
| 28    | 75 a 79 | 32    |
| 40    | 70 a 74 | 40    |
| 64    | 65 a 69 | 44    |
| 32    | 60 a 64 | 40    |
| 56    | 55 a 59 | 32    |
| 48    | 50 a 54 | 60    |
| 60    | 45 a 49 | 60    |
| 68    | 40 a 44 | 60    |
| 60    | 35 a 39 | 68    |
| 72    | 30 a 34 | 52    |
| 60    | 25 a 29 | 68    |
| 32    | 20 a 24 | 40    |
| 44    | 15 a 19 | 32    |
| 48    | 10 a 14 | 76    |
| 64    | 5 a 9   | 76    |
| 44    | 0 a 4   | 60    |

## Economia
El 2007 la població en edat de treballar era de 1.103 persones, 792 eren actives i 311 eren inactives. De les 792 persones actives 743 estaven ocupades (401 homes i 342 dones) i 50 estaven aturades (26 homes i 24 dones). De les 311 persones inactives 125 estaven jubilades, 93 estaven estudiant i 93 estaven classificades com a «altres inactius».

### Ingressos
El 2009 a Miribel-les-Échelles hi havia 672 unitats fiscals que integraven 1.759,5 persones, la mediana anual d'ingressos fiscals per persona era de 18.571 €.

### Activitats econòmiques
Dels 51 establiments que hi havia el 2007, 2 eren d'empreses alimentàries, 6 d'empreses de fabricació d'altres productes industrials, 14 d'empreses de construcció, 3 d'empreses de comerç i reparació d'automòbils, 3 d'empreses de transport, 5 d'empreses d'hostatgeria i restauració, 1 d'una empresa d'informació i comunicació, 7 d'empreses de serveis, 9 d'entitats de l'administració pública i 1 d'una empresa classificada com a «altres activitats de serveis».
Dels 19 establiments de servei als particulars que hi havia el 2009, 1 era una oficina de correu, 2 tallers de reparació d'automòbils i de material agrícola, 3 paletes, 2 guixaires pintors, 7 fusteries, 1 lampisteria, 1 empresa de construcció, 1 perruqueria i 1 restaurant.
L'únic establiment comercial que hi havia el 2009 era una fleca.
L'any 2000 a Miribel-les-Échelles hi havia 47 explotacions agrícoles que ocupaven un total de 1.456 hectàrees.

## Equipaments sanitaris i escolars
El 2009 hi havia 2 escoles elementals.

## Poblacions més properes
El següent diagrama mostra les poblacions més properes.